# Пески (Могилёвская область)
Пески́ (бел. Пяскі) — деревня в составе Рясненского сельсовета Дрибинского района Могилёвской области Республики Беларусь.

## Население
- 1999 год — 42 человека
- 2010 год — 34 человека